# خائیمه د آرمینیان
خائیمه دِ آرمینیان (اسپانیایی: Jaime de Armiñán‎؛ ۹ مارس ۱۹۲۷ – ۹ آوریل ۲۰۲۴) کارگردان و فیلم‌نامه‌نویس اهل اسپانیا بود. وی از سال ۱۹۶۱ میلادی تا پایان عمر مشغول فعالیت بوده‌است.
فیلم‌های او تاکنون دو مرتبه در سال‌های ۱۹۷۲ و ۱۹۸۰ میلادی، نامزدِ دریافتِ جایزه اسکار بهترین فیلم خارجی‌زبان شده‌اند. سه فیلم دیگر او نیز به جشنواره بین‌المللی فیلم برلین راه یافته است.
از فیلم‌ها یا مجموعه‌های تلویزیونی‌ای که وی در آن‌ها نقش داشته‌است، می‌توان به لانه، گاوبازی و دوشیزهٔ عزیز من اشاره نمود.
وی در ۹ آوریل ۲۰۲۴، در سن ۹۷ سالگی، در مادرید، اسپانیا درگذشت.

## فیلم‌شناسی
| سال  | ترجمهٔ عنوان به فارسی     | عنوان اصلی                       | توضیحات                                      |
| ---- | ------------------------ | -------------------------------- | -------------------------------------------- |
| ۱۹۶۹ | کارولا در روز و در شب    | Carola de día, Carola de noche   |                                              |
| ۱۹۷۰ | لولا تنها زندگی نمی‌کند   | La Lola, dicen que no vive sola  |                                              |
| ۱۹۷۱ | عزیز من سنیوریتا         | Mi querida señorita              | جایزه اسکار: نامزد بهترین فیلم به زبان خارجی |
| ۱۹۷۳ | یک مرد اسپانیایی پاک‌دامن | Un casto varón español           |                                              |
| ۱۹۷۴ | عشق کاپیتان براندو       | El amor del capitán Brando       |                                              |
| ۱۹۷۵ | اوه، بابا                | Jo, papá                         |                                              |
| ۱۹۷۷ | هرگز دیر نیست            | Nunca es tarde                   |                                              |
| ۱۹۷۸ | در خدمت زن اسپانیایی     | Al servicio de la mujer española |                                              |
| ۱۹۸۰ | لانه                     | El Nido                          | جایزه اسکار: نامزد بهترین فیلم به زبان خارجی |
| ۱۹۸۱ | در سپتامبر               | En Septiembre                    |                                              |
| ۱۹۸۴ | چسبناک                   | Stico                            |                                              |
| ۱۹۸۵ | ساعت جادوگری             | La hora bruja                    |                                              |
| ۱۹۸۷ | ژنرال من                 | Mi general                       |                                              |
| ۱۹۸۷ | نیزار                    | Juncal                           | مینی‌سریال ساخته‌شده برای تلویزیون             |
| ۱۹۹۴ | در سمت دور تونل          | Al otro lado del Túnel           |                                              |
| ۱۹۹۵ | کبوتر چلاق               | El Palomo cojo                   |                                              |
| ۲۰۰۸ | ۱۴، جاده فابیان          | 14, Fabian Road                  |                                              |